# Mathias Beche

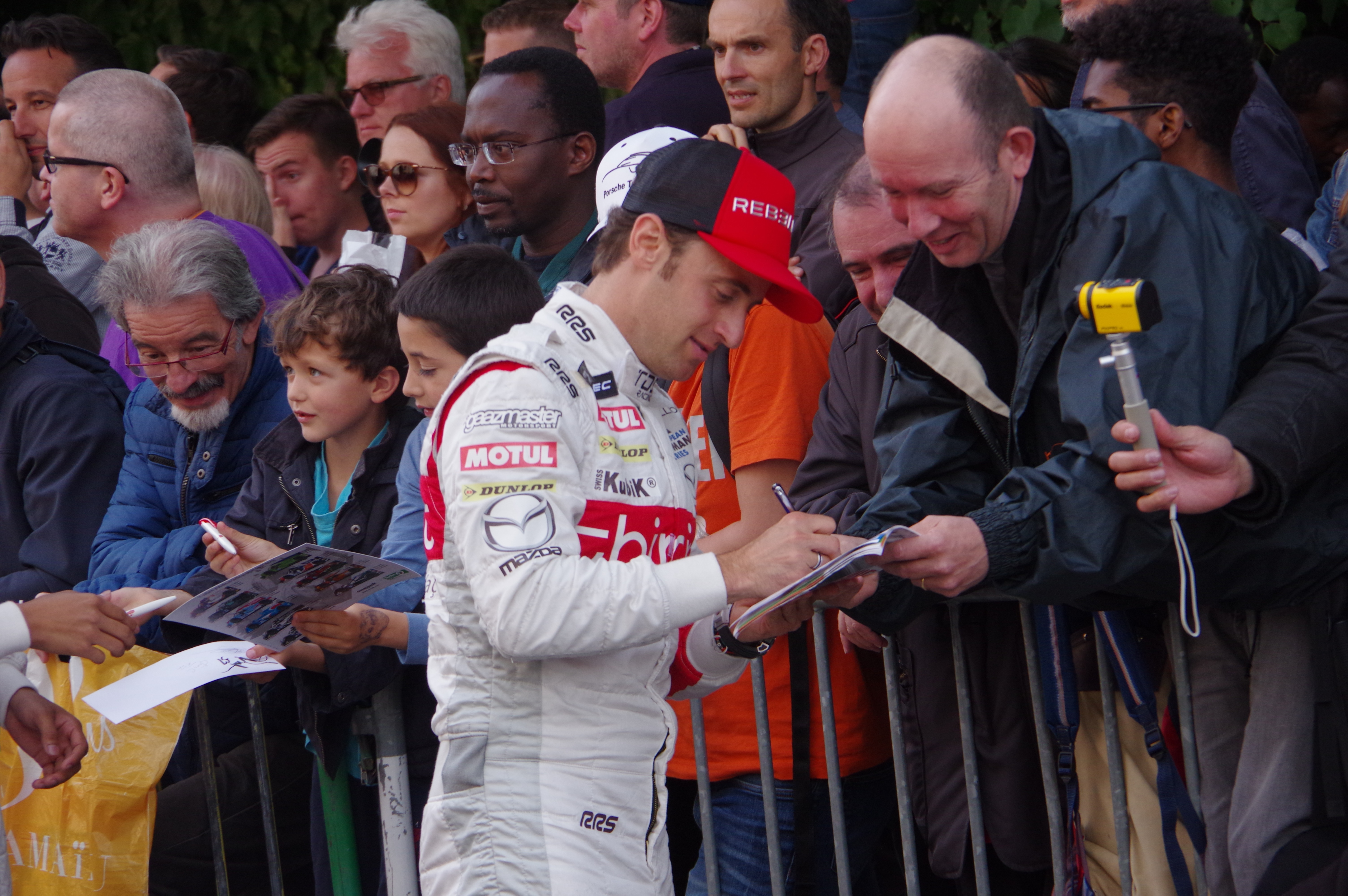
Mathias Beche 2016

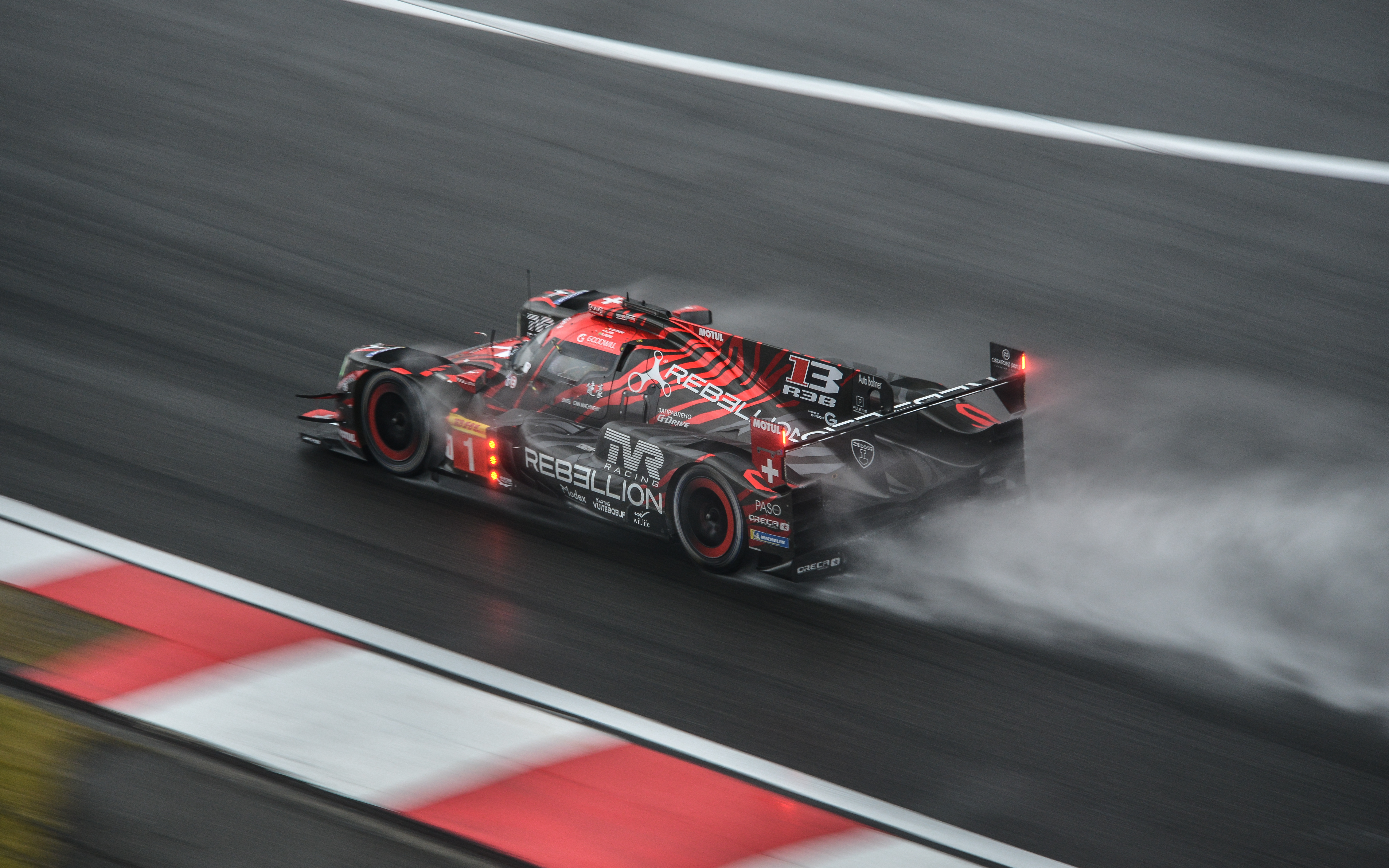
Mathias Beche im Rebellion R13 beim 6-Stunden-Rennen von Shanghai 2018

Mathias Beche (* 28. Juni 1986 in Genf) ist ein französisch-schweizerischer Automobilrennfahrer. Er tritt mit Schweizer Lizenz an. Er startete seit 2012 in der European Le Mans Series.

## Karriere
Beche begann seine Motorsportkarriere 1992 im Kartsport. 2007 wechselte Beche in den Formelsport. Er startete in der asiatischen Formel Renault Challenge und gewann ein Rennen. Die Saison beendete er als Gesamtfünfter. 2008 trat Beche in der Formel Asia 2.0 an. Er gewann ein Rennen und stand insgesamt achtmal auf dem Podest. Mit 144 zu 215 Punkten wurde er Vizemeister hinter Felix Rosenqvist. Darüber hinaus nahm Beche an je zwei Rennen der asiatischen Formel Renault Challenge sowie der asiatischen Formel Renault V6 teil.
2009 wechselte Beche in den Langstreckensport. Er nahm zunächst an der Formula Le Mans teil. Er gewann zwei Rennen und wurde Dritter in der Fahrerwertung. 2010 war Beche ohne permanentes Cockpit. Er trat zu vier von fünf Rennen der Le Mans Series an. Dreimal in der Formula Le Mans, einmal in der LMGT1. Er erzielte in jeder Kategorie jeweils eine Podest-Platzierung. Darüber hinaus nahm er an vier Rennen der FIA-GT3-Europameisterschaft teil. Auch in dieser Serie erreichte er ein Podium. 2011 trat Beche in der Le Mans Series für TDS Racing in der LMP2-Klasse an. In dieser erzielte er zusammen mit seinen Teamkollegen Jody Firth und Pierre Thiriet zwei Wertungssiege und schloss die Saison auf dem vierten Platz der LMP2-Wertung ab. Darüber hinaus nahm er an einer Veranstaltung der FIA-GT1-Weltmeisterschaft teil.
2012 blieb Beche bei seinem Team, das in dieser Saison als Thiriet by TDS Racing antritt. Die Rennserie wurde in der Zwischenzeit in European Le Mans Series umbenannt. Beim Qualifying zum ersten Rennen erzielte Beche die Pole-Position. Anschließend gewann er das Rennen zusammen mit seinem Teamkollegen Thiriet. Nach dem ersten Rennen führten Beche und Thiriet die Fahrerwertung in der LMP2-Klasse an. Darüber hinaus wird er beim 24-Stunden-Rennen von Le Mans 2012 für Thiriet by TDS Racing an den Start gehen.

## Statistik

### Karrierestationen
| - 2007: Asiatische Formel Renault Challenge (Platz 5) - 2008: Formel Asia 2.0 (Platz 2) - 2008: Asiatische Formel Renault Challenge (Platz 22) - 2008: Asiatische Formel Renault V6 | - 2009: Formula Le Mans (Platz 3) - 2010: Le Mans Series, FLM (Platz 13) - 2010: Le Mans Series, LMGT1 (Platz 6) - 2010: FIA-GT3-Europameisterschaft (Platz 25) | - 2011: Le Mans Series, LMP2 (Platz 4) - 2011: FIA-GT1-Weltmeisterschaft - 2012: ELMS, LMP2 |

### Le-Mans-Ergebnisse
| Jahr | Team                   | Fahrzeug        | Teamkollege          | Teamkollege              | Platzierung            | Ausfallgrund |
| ---- | ---------------------- | --------------- | -------------------- | ------------------------ | ---------------------- | ------------ |
| 2012 | Thiriet by TDS Racing  | Oreca 03        | Pierre Thiriet       | Christophe Tinseau       | Rang 8                 |              |
| 2013 | Rebellion Racing       | Lola B12/60     | Andrea Belicchi      | Cheng Congfu             | Rang 40                |              |
| 2014 | Rebellion Racing       | Rebellion R-One | Nicolas Prost        | Nick Heidfeld            | Rang 4 und Klassensieg |              |
| 2015 | Rebellion Racing       | Rebellion R-One | Nicolas Prost        | Nick Heidfeld            | Rang 23                |              |
| 2016 | Thiriet by TDS Racing  | Oreca 05        | Pierre Thiriet       | Ryō Hirakawa             | Ausfall                | Unfall       |
| 2017 | Vaillante Rebellion    | Oreca 07        | Nelson Piquet junior | David Heinemeier Hansson | Disqualifiziert        |              |
| 2018 | Rebellion Racing       | Rebellion R13   | Gustavo Menezes      | Thomas Laurent           | Rang 3                 |              |
| 2019 | High Class Racing      | Oreca 07        | Dennis Andersen      | Anders Fjordbach         | Rang 16                |              |
| 2022 | TDS Racing x Vaillante | Oreca 07        | Nyck de Vries        | Tijmen van der Helm      | Rang 8                 |              |
| 2023 | Nielsen Racing         | Oreca 07        | Rodrigo Sales        | Ben Hanley               | Ausfall                | Unfall       |
| 2024 | Panis Racing           | Oreca 07        | Rodrigo Sales        | Scott Huffaker           | Rang 23                |              |
| 2025 | TDS Racing             | Oreca 07        | Rodrigo Sales        | Clément Novalak          | Rang 22                |              |

### Sebring-Ergebnisse
| Jahr | Team                      | Fahrzeug    | Teamkollege       | Teamkollege   | Platzierung | Ausfallgrund |
| ---- | ------------------------- | ----------- | ----------------- | ------------- | ----------- | ------------ |
| 2013 | Rebellion Racing          | Lola B12/60 | Andrea Belicchi   | Cheng Congfu  | Rang 5      |              |
| 2025 | PR1/Mathiasen Motorsports | Oreca 07    | Benjamin Pedersen | Rodrigo Sales | Ausfall     | Motorschaden |

### Einzelergebnisse in der FIA-Langstrecken-Weltmeisterschaft
| Saison  | Team                               | Rennwagen                   | 1   | 2   | 3   | 4   | 5   | 6   | 7   | 8   | 9   |
| ------- | ---------------------------------- | --------------------------- | --- | --- | --- | --- | --- | --- | --- | --- | --- |
| 2012    | TDS Racing ADR-Delta               | Oreca 03                    | SEB | SPA | LEM | SIL | SAO | BAH | FUJ | SHA |     |
| 2012    | TDS Racing ADR-Delta               | Oreca 03                    |     |     | 8   |     |     |     |     | 7   |     |
| 2013    | Rebellion Racing                   | Lola B12/60                 | SIL | SPA | LEM | SAO | AUS | FUJ | SHA | BAH |     |
| 2013    | Rebellion Racing                   | Lola B12/60                 | 6   | 6   | 40  | 3   | 4   | 3   | 4   | DNF |     |
| 2014    | Rebellion Racing                   | Lola B12/60 Rebellion R-One | SIL | SPA | LEM | AUS | FUJ | SHA | BAH | SAO |     |
| 2014    | Rebellion Racing                   | Lola B12/60 Rebellion R-One | 4   | 7   | 4   | 7   | 24  | 7   | 7   | 19  |     |
| 2015    | Rebellion Racing                   | Rebellion R-One             | SIL | SPA | LEM | NÜR | AUS | FUJ | SHA | BAH |     |
| 2015    | Rebellion Racing                   | Rebellion R-One             |     |     | 23  | 22  | 29  | 7   | 7   | 14  |     |
| 2016    | TDS Racing Rebellion Racing Manor  | Oreca 05                    | SIL | SPA | LEM | NÜR | MEX | AUS | FUJ | SHA | BAH |
| 2016    | TDS Racing Rebellion Racing Manor  | Oreca 05                    |     |     | DNF | 17  |     |     | DNF |     |     |
| 2017    | Rebellion Racing                   | Oreca 07                    | SIL | SPA | LEM | NÜR | MEX | AUS | FUJ | SHA | BAH |
| 2017    | Rebellion Racing                   | Oreca 07                    | 12  | 10  | DNF | 8   | 9   | 6   | DNF | 7   | 7   |
| 2018/19 | Rebellion Racing High Class Racing | Rebellion R13 Oreca 07      | SPA | LEM | SIL | FUJ | SHA | SEB | SPA | LEM |     |
| 2018/19 | Rebellion Racing High Class Racing | Rebellion R13 Oreca 07      | 3   | 3   | 1   | DNF | 5   | DNF |     | 16  |     |
| 2022    | ARC Bratislava                     | Oreca 07                    | SEB | SPA | LEM | MON | FUJ | BAH |     |     |     |
| 2022    | ARC Bratislava                     | Oreca 07                    | 16  |     | 8   | 14  |     | 22  |     |     |     |
| 2023    | Nielsen Racing                     | Oreca 07                    | SEB | POR | SPA | LEM | MON | FUJ | BAH |     |     |
| 2023    | Nielsen Racing                     | Oreca 07                    | DNF |     |     |     |     |     |     |     |     |
| 2024    | Panis Racing                       | Oreca 07                    | KAT | IMO | SPA | LEM | SAO | AUS | FUJ | BAH |     |
| 2024    | Panis Racing                       | Oreca 07                    | 23  |     |     |     |     |     |     |     |     |
| 2025    | TDS Racing                         | Oreca 07                    | KAT | IMO | SPA | LEM | SAO | AUS | FUJ | BAH |     |
| 2025    | TDS Racing                         | Oreca 07                    | 22  |     |     |     |     |     |     |     |     |